# Верхній Кадам
Верхній Када́м (рос. Верхний Кадам, марій. Кӱшыл Кодам) — присілок у складі Совєтського району Марій Ел, Росія. Входить до складу Кужмаринського сільського поселення.

## Населення
Населення — 139 осіб (2010; 155 у 2002).
Національний склад (станом на 2002 рік):
- марі — 99 %